# Bester Quartet
Bester Quartet – polska grupa muzyczna z Krakowa założona w 1997 roku jako The Cracow Klezmer Band. Wykonuje muzykę klezmerską z elementami jazzu.
Zespół powstał pod nazwą The Cracow Klezmer Band z inicjatywy kompozytora i akordeonisty Jarosława Bestera. Na początku 2007 roku zmienił nazwę na Bester Quartet. Grupę tworzą czterej instrumentaliści, wykształceni muzycy klasyczni i jazzowi. Zespół wykonuje muzykę łączącą improwizowane elementy muzyki klasycznej, jazzowej, awangardowej i kameralistyki.
Jest bardziej znana za granicą niż w Polsce, płyty nagrywała m.in. w Stanach Zjednoczonych, w wytwórni Tzadik należącej do Johna Zorna.
Zespół koncertował m.in. w Polsce, USA, Wielkiej Brytanii, Tajwanie, Hiszpanii, Czechach, Słowacji, Finlandii, Włoszech, Estonii, Francji, Rosji, Ukrainie, Białorusi, Serbii, Bułgarii, Węgrzech, Mołdawii, Rumunii, Szwecji, Szwajcarii, Austrii, Belgii, Holandii, Turcji, Chorwacji, Izraelu, Brazylii, Niemczech oraz Kanadzie
Bester Quartet dokonał nagrań dla stacji telewizyjnych i radiowych, a także współpracował z wieloma artystami muzyki jazzowej, klezmerskiej i awangardowej, wśród których są następujący artyści: John Zorn, Tomasz Stańko, Grażyna Auguścik, John McLean, Don Byron, Frank London, Marek Moś (Aukso), Dorota Miśkiewicz, Jorgos Skolias, Aaron Alexander, Ireneusz Socha, Tomasz Ziętek i inni.

## Skład zespołu[1]
- Jarosław Bester – akordeon
- Dawid Lubowicz – skrzypce
- Ryszard Pałka – instrumenty perkusyjne, perkusja, wibrafon
- Maciej Adamczak – kontrabas

### Byli członkowie zespołu
- Jarosław Tyrała – skrzypce
- Wojciech Front – kontrabas
- Mikołaj Pospieszalski – kontrabas
- Bartłomiej Staniak – skrzypce
- Oleg Dyyak – akordeon, klarnet, instrumenty perkusyjne

## Dyskografia

### Jako The Cracow Klezmer Band[4]
- De Profundis – 2000
- The Warriors – 2001
- Bereshit – 2003
- Sanatorium under the sign of the Hourglass – 2005
- Balan: Book of Angels vol. 5 – 2006
- Remembrance – Tzadik, Nowy Jork, USA 20067
- Gościnnie
  - Masada Anniversary Edition Vol. 2 Voices in the Wilderness – Tzadik, Nowy Jork, USA 2003

### Jako Bester Quartet[4]
- Metamorphoses – Tzadik, Nowy Jork, USA 2012
- The Golden Land – Tzadik, Nowy Jork, USA 2013
- Krakoff – For Tune, Warszawa, Polska 2013
- Bajgelman. Get to tango – PWM – Anaklasis, Polska 2020[5]
- Piazzolla Angels – For Tune, Warszawa, Polska 2021[6]
- Hustle and Bustle – For Tune, Warszawa, Polska 2022[7][8]